# Cuntalapa
Cuntalapa är en ort i Mexiko.   Den ligger i kommunen Huehuetán och delstaten Chiapas, i den sydöstra delen av landet, 900 km sydost om huvudstaden Mexico City. Cuntalapa ligger 35 meter över havet och antalet invånare är 511.
Terrängen runt Cuntalapa är platt åt sydväst, men åt nordost är den kuperad. Runt Cuntalapa är det tätbefolkat, med 319 invånare per kvadratkilometer. Närmaste större samhälle är Huixtla, 14,6 km nordväst om Cuntalapa. Omgivningarna runt Cuntalapa är en mosaik av jordbruksmark och naturlig växtlighet.